# Ligne 1a (CFL)
Pour les articles homonymes, voir Ligne 1.
La ligne 1a Ettelbruck - Diekirch est une ligne de chemin de fer de 4,1 km reliant Ettelbruck à Diekirch et constitue de nos jours un court embranchement de la ligne 1, de Luxembourg à Troisvierges-frontière. Elle constitue l'unique section encore en service de la ligne de la Sûre, qui reliait Ettelbruck à Grevenmacher.
Exploitée, pour la partie jusqu'à Echternach, par la Compagnie des chemins de fer de l'Est en 1862, puis après 1872 par la Direction générale impériale des chemins de fer d'Alsace-Lorraine, par l'Administration des chemins de fer d'Alsace et de Lorraine après 1919, par la SNCF après 1938. Pour la partie d'Echternach à Grevenmacher, elle est exploitée à partir de 1874 par la Compagnie des chemins de fer Prince-Henri puis par la Société anonyme luxembourgeoise des chemins de fer et minières Prince-Henri à partir de 1877. En 1940, la Deutsche Reichsbahn exploite l'ensemble de la ligne, qui est exploitée depuis 1946 par la société nationale des chemins de fer luxembourgeois. 
La section de Diekirch à Grevenmacher est progressivement fermée entre 1963 et 1964.

## Histoire
La ligne de Luxembourg à Diekirch, via Ettelbruck est mise en service le 20 juin 1862 par la Société royale grand-ducale des chemins de fer Guillaume-Luxembourg. La section d'Ettelbruck à Diekirch devait initialement faire partie de la ligne de jonction grand-ducale (ligne 1 des CFL) mais s'est retrouvée en impasse, la compagnie ayant changé le tracé prévu. Au lieu de se diriger vers Spa après Diekirch, le tracé définitif va vers la gauche juste après la gare d'Ettelbruck en empruntant la vallée de la Wiltz et une ligne séparée bifurque vers Diekirch.
La ligne cesse d'être une courte antenne lorsque la section Diekirch-Echternach est mise en service le 8 décembre 1873 par la même compagnie.
Le 20 mai 1874, la Compagnie des chemins de fer Prince-Henri met en service la section Echternach-Wasserbillig le 20 mai 1874 qui constitue alors une section de la Gürtelbahn.
La construction d'une dernière section, de Wasserbillig à Grevenmacher, est approuvée par la loi du 28 avril 1886. La Société anonyme luxembourgeoise des chemins de fer et minières Prince-Henri met en service cette dernière section le 25 novembre 1891.
Au niveau de la gare de Weilerbach, un embranchement franchisait la Sûre afin de desservir l'usine située sur la commune allemande de Bollendorf.
La section Echternach-Grevenmacher est fermée le 24 mars 1963 (par le règlement grand-ducal du 3 mars 1963), suivie le 27 mai 1964 par la section de Diekirch à Echternach,, ; un bout du tronçon Wasserbillig-Grevenmacher a été réaménagé et remis en service le 1er septembre 1966 afin de servir de raccordement au port de Mertert et est rattaché administrativement à la ligne 3.
L'électrification de l'embranchement d'Ettelbruck à Diekirch est mise en service le 9 juillet 1988.
Le tronçon fermé et déclassé de la ligne de chemin de fer est aujourd'hui devenu une piste cyclable, la piste cyclable des Trois Rivières (PC 3).
L'avenir de la ligne étant incertain, le ministère du Développement durable ayant étudié une possible fermeture en 2013, une manifestation contre cette éventuelle fermeture est organisée à Ettelbruck le 8 juillet 2013 et qui a rassemblé 300 manifestants ; l'inauguration d'une gare fictive à Ingeldorf a été effectuée à cette occasion,.

## Caractéristiques

### Tracé
Longue de 4,1 kilomètres, la ligne actuelle relie Ettelbruck à Diekirch. D'orientation nord-est-sud-ouest, elle est électrifiée en 25 kV – 50 Hz et est à voie unique et à écartement normal (1 435 mm).
Le tracé de la ligne, qui dessert le très vallonné nord du Luxembourg en passant par la vallée de la Sûre est relativement plate, avec une pente maximale de 13 ‰. Cela se traduit notamment par l'absence de tunnels, y compris sur la section aujourd'hui déclassée.

### Infrastructures

#### Signalisation
La ligne est équipée de la signalisation ferroviaire luxembourgeoise et du Système européen de contrôle des trains de niveau 1 (ETCS L1), ce dernier cohabite jusqu'au 31 décembre 2019 avec le Memor II+.

#### Gares
Outre la gare d'origine, de Ettelbruck, la ligne comporte une seule autre gare ou halte voyageur encore en activité : Diekirch. Une seule de ces gares dispose des installations de « terminal fret » et de « gare de formation » : Ettelbruck.
Sur la partie fermée, la gare de Grundhof présentait la particularité de posséder une fosse à Rollbocks (en) afin de transférer les wagons marchandises sur la ligne de Grundhof à Beaufort, qui était à voie métrique.

#### Vitesses limites
La vitesse limite est de 80 km/h sur l'ensemble de la ligne.

## Trafic
La ligne est desservie par une ligne commerciale des CFL, la ligne Luxembourg - Ettelbruck - Diekirch.
Des trains de marchandises empruntent la ligne.

## Projet
Le 19 mai 2021, le ministère de la Mobilité et des Travaux publics a présenté le « Mobilitéitskonzept Leitbild Nordstad 2035 » qui est en ensemble d'aménagements routiers et ferroviaires de la Nordstad et qui inclut notamment le maintien de la ligne et sa déviation pour passer au nord de la zone d'activités d'Ingeldorf avec création d'une nouvelle gare, l'emprise actuelle serait reprise notamment pour un boulevard urbain équipée d'un site propre pour les autobus. Ces projets s'intègrent dans le Plan national de mobilité 2035.